# Hilyotrogus setiger
Hilyotrogus setiger är en skalbaggsart som beskrevs av Moser 1915. Hilyotrogus setiger ingår i släktet Hilyotrogus och familjen Melolonthidae. Inga underarter finns listade i Catalogue of Life.